# Олеум
О́леум (от лат. Oleum — масло), исторически нордгаузенская кислота (по г. Нордхаузен, который был центром производства и торговли продуктом в XVIII—XIX вв.) — раствор серного ангидрида SO3 в серной кислоте H2SO4.
Олеум представляет собой вязкую маслянистую бесцветную жидкость или легкоплавкие кристаллы, которые, однако, могут приобретать самые различные оттенки вследствие наличия примесей. При попадании на кожу человека вызывает тяжёлые ожоги,  «шипение» и последующее кипение подобно маслу на раскалённой сковороде, разъедая кожу. На воздухе «дымит», реагирует с водой с выделением тепла. Концентрация серного ангидрида может варьироваться в очень широких пределах: от единиц до десятков процентов.
Олеум содержит также пиросерные кислоты, получающиеся по реакциям:
{\displaystyle {\mathsf {H_{2}SO_{4}+SO_{3}\rightarrow H_{2}S_{2}O_{7}}};}
{\displaystyle {\mathsf {H_{2}SO_{4}+2SO_{3}\rightarrow H_{2}S_{3}O_{10}}}.}

## Физические свойства
Температура кипения водных растворов серной кислоты повышается с ростом её концентрации и достигает максимума при содержании 98,3 % H2SO4. При пользовании нижеприведенной таблицы следует также ознакомиться с таблицами ГОСТ 2184-77 (действующий) и ГОСТ 2184-2013 в части массовой доли серного ангидрида в олеуме в процентах.
| Содержание % по массе | Содержание % по массе | Плотность при 20 ℃, г/см³ | Температура плавления, ℃ | Температура кипения, ℃ |
| H2SO4                 | SO3 (свободный)       | Плотность при 20 ℃, г/см³ | Температура плавления, ℃ | Температура кипения, ℃ |
| --------------------- | --------------------- | ------------------------- | ------------------------ | ---------------------- |
| 98                    | -                     | 1,8365                    | 0,1                      | 332,4                  |
| 100                   | -                     | 1,8305                    | 10,4                     | 296,2                  |
| 104,5                 | 20                    | 1,8968                    | −11,0                    | 166,6                  |
| 109                   | 40                    | 1,9611                    | 33,3                     | 100,6                  |
| 113,5                 | 60                    | 2,0012                    | 7,1                      | 69,8                   |
| 118,0                 | 80                    | 1,9947                    | 16,9                     | 55,0                   |
| 122,5                 | 100                   | 1,9203                    | 16,8                     | 44,7                   |

Температура кипения олеума с увеличением содержания SO3 понижается. При увеличении концентрации водных растворов серной кислоты общее давление пара над растворами понижается и при содержании 98,3 % H2SO4 достигает минимума. С увеличением концентрации SO3 в олеуме, общее давление пара над ним повышается. Давление пара над водными растворами серной кислоты и олеума можно вычислить по уравнению:
{\displaystyle \lg p\ {=}\ {\rm {{A}\ {-}\ {B \over {\it {T}}}\ {+}\ 2{,}126{,}}}}
величины коэффициентов А и В зависят от концентрации серной кислоты. Пар над водными растворами серной кислоты состоит из смеси паров воды, H2SO4 и SO3, при этом состав пара отличается от состава жидкости при всех концентрациях серной кислоты, кроме соответствующей азеотропной смеси.
С повышением температуры усиливается диссоциация:
{\displaystyle {\mathsf {H_{2}SO_{4}\longleftrightarrow H_{2}O+SO_{3}-{\it {Q}}}}.}
Уравнение температурной зависимости константы равновесия:
{\displaystyle \ln {\it {K_{p}}}=14{,}74965-6{,}71464\ln {298 \over {\it {T}}}-8{,}10161\cdot 10^{4}{\it {{T^{2}}-{{\rm {9643{,}04}} \over {\it {T}}}-{\rm {9{,}4577\cdot 10^{-3}{\it {{T}+{\rm {2{,}19062\cdot 10^{-6}{\it {{T^{2}}.}}}}}}}}}}}
При нормальном давлении степень диссоциации: 10⁻⁵ (373 К), 2,5 (473 К), 27,1 (573 К), 69,1 (673 К).
Плотность 100%-ной серной кислоты можно определить по уравнению:
{\displaystyle {\it {{d}={\rm {1{,}8517-1{,}1\cdot 10^{-3}{\it {{t}+{\rm {2\cdot 10^{-6}{\it {{t^{2}}.}}}}}}}}}}}
С повышением концентрации растворов серной кислоты их теплоёмкость уменьшается и достигает минимума для 100%-ной серной кислоты, теплоёмкость олеума с повышением содержания SO₃ увеличивается.
При повышении концентрации и понижении температуры теплопроводность λ уменьшается:
{\displaystyle {\rm {\lambda =0{,}518+0{,}0016{\it {{t}-{\rm {(0{,}25+{\it {{t}/{\rm {{1293})\cdot {\it {{C}/{\rm {100,}}}}}}}}}}}}}}}
где С — концентрация серной кислоты, в %.
Максимальную вязкость имеет олеум H₂SO₄·SO₃, с повышением температуры η снижается. Электрическое сопротивление серной кислоты минимально при концентрации 30 и 92 % H2SO4 и максимально при концентрации 84 и 99,8 % H₂SO₄. Для олеума минимальное ρ при концентрации 10 % SO₃. С повышением температуры ρ серной кислоты увеличивается. Диэлектрическая проницаемость 100%-ной серной кислоты 101 (298,15 К), 122 (281,15 К); криоскопическая постоянная 6,12, эбулиоскопическая постоянная 5,33; коэффициент диффузии пара серной кислоты в воздухе изменяется в зависимости от температуры; D = 1,67⋅10−5T3/2 см²/с.

## Стандарты
- Кислота серная техническая ГОСТ 2184—77
- ГОСТ 2184-77 заменен ГОСТ 2184-2013 «Кислота серная техническая. Технические условия»

Согласно ГОСТу 2184-77 олеум является разновидностью серной кислоты и бывает техническим и улучшенным по виду:
Настоящий стандарт распространяется на техническую серную кислоту следующих видов: контактную (улучшенную и техническую); олеум (улучшенный и технический); башенную и регенерированную.
| Вид кислоты | Коды ОКП     |
| Олеум:      | -            |
| улучшенный  | 21 2111 0600 |
| технический | 21 2111 0650 |

## Применение
Применяется в промышленности при производстве серной кислоты, капролактама и многих других веществ. В органической химии применяется как сульфирующий, водоотнимающий или окисляющий реагент.

## Особенности экспериментальной работы
Олеум является крайне едким веществом: оставляет сильные ожоги на коже, быстро разъедает многие материалы, за исключением наименее реакционноспособных. Тем не менее, вследствие эффекта пассивации может храниться в стальных ёмкостях.
Олеум не следует разбавлять водой или выливать его в воду из-за сильно экзотермической реакции. Разбавление олеума производится прибавлением его к серной кислоте. При приливании в воду жидкость закипает, образуя туман из серной кислоты.